# Antônio da Costa Nascimento
Antônio da Costa Nascimento (Meia Ponte, 28 de dezembro de 1837 – Pirenópolis, 15 de fevereiro de 1903), conhecido pelo apelido de Tonico do Padre devido à sua criação pelo irmão, padre Francisco Inácio da Luz, foi um destacado maestro, compositor e multifacetado artista brasileiro. Criado pelo irmão, padre Francisco Inácio da Luz, Tonico teve uma carreira diversificada, atuando como Escrivão de Órfãos, carpinteiro, marceneiro, pintor, desenhista, Juiz Substituto e tenente da Guarda Nacional. Foi também mestre-de-capela da Matriz de Pirenópolis a partir de 1867 e dirigiu a Banda Euterpe de 1868 até sua morte em 1903. Além de sua influência musical, destacou-se por seu temperamento exigente e por sua contribuição significativa à música e à arte em Goiás. Sua obra inclui composições como o "Concerto dos Sapos" e métodos inovadores para flauta, e sua importância foi reconhecida postumamente com pesquisas e catalogações de seu trabalho por estudiosos como Braz Wilson Pompeu de Pina Filho ou Wolney Unes.

## Vida
Sua infância foi marcada por um ambiente de religiosidade e formação rigorosa, já que foi criado pelo seu irmão, o padre Francisco Inácio da Luz após a morte de seu pai, José Inácio do Nascimento. Esse vínculo com o irmão sacerdote teve uma influência significativa em sua educação e desenvolvimento, moldando tanto sua carreira religiosa quanto suas habilidades artísticas.
Desde cedo, Tonico mostrou uma aptidão notável para as artes e a música. Sua educação formal começou sob a orientação de sua mãe Ana da Glória e do próprio irmão, além de outros educadores da região. Ele se destacou em diversas áreas, mostrando talentos não apenas na música, mas também em atividades como carpintaria e marcenaria.
Esses primeiros anos em Pirenópolis foram decisivos para o futuro de Tonico, pois foram neles que ele começou a construir a base para sua carreira multifacetada, que incluiria não apenas a música e a religiosidade, mas também a pintura e o trabalho comunitário. A influência do ambiente familiar e religioso foi crucial para o desenvolvimento de suas habilidades e para o papel significativo que ele viria a desempenhar na cultura e na vida comunitária de sua cidade natal.
Sobre o pai de Tonico, José Inácio do Nascimento (1787 – 1850), era um dos artistas mais respeitados de Meia Ponte, destacando-se não apenas como professor, mas também como músico erudito, compositor e regente da Orquestra e coro da Igreja Matriz de Pirenópolis, substituindo o Padre José Joaquim Pereira da Veiga. Ele teve uma contribuição significativa para a vida cultural de Goiás e foi influenciado por vários músicos notáveis da época. José Inácio era descendente da família Rodrigues Nascimento, que desde o século XVIII se destacavam como músicos e desempenhavam um papel crucial na formação e evolução da música no arraial de Meia Ponte.

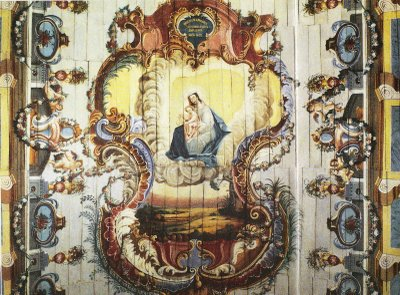
Pintura do forro da Igreja Matriz de Pirenópolis, perdida no incêndio de 2002

Durante esse período histórico, a produção artística e cultural em Meia Ponte, atualmente conhecida como Pirenópolis, assim como em outras localidades do período colonial, estava fortemente ligada às celebrações religiosas promovidas pelas irmandades. A Irmandade do Santíssimo, em particular, teve um papel crucial ao construir os grandes templos ao redor dos quais se formariam os arraiais, além de desempenhar uma função importante na evangelização. .
Em sua vida pessoal, Tonico casou-se com Maria Francisca Duarte em 12 de fevereiro de 1871. Após a morte de Maria, ele casou-se novamente com Virgínia d'Abadia Carvalho em 07 de fevereiro de 1892, com quem teve um filho, Jaci do Nascimento (17 de março de 1893 – 24 de maio de 1935).
Conhecido por seu temperamento forte e intransigente, Tonico do Padre era respeitado e temido por seus músicos. Ele comandou a Societá Phil Euterpe Meiapontense também conhecida como Banda de Música Euterpe ou simplesmente Banda Euterpe de 1868 até sua morte em 1903, sendo um dos líderes musicais mais destacados da época. Além de seu trabalho como maestro, ele foi também professor de música, instruindo, entre outros, Joaquim Propício de Pina, seu pupilo, que mais tarde fundaria a Banda Phoenix, rival da Banda Euterpe que Tonico dirigia. A partir de 1867, Tonico do Padre assumiu a posição de mestre-de-capela da Matriz de Pirenópolis, colaborando com Teodoro Graciano de Pina na coordenação da música vocal da igreja. 
Jarbas Jayme comenta que, apesar do temperamento difícil de Tonico, sua liderança na Banda Euterpe foi marcada por uma firmeza e disciplina que contribuíram para a reputação da banda como uma das melhores do estado de Goiás. Oscar Leal descreveu a Banda Euterpe como "uma das melhores corporações musicais do estado goiano", sob a direção de Antônio do Nascimento, o que era uma raridade naqueles centros.

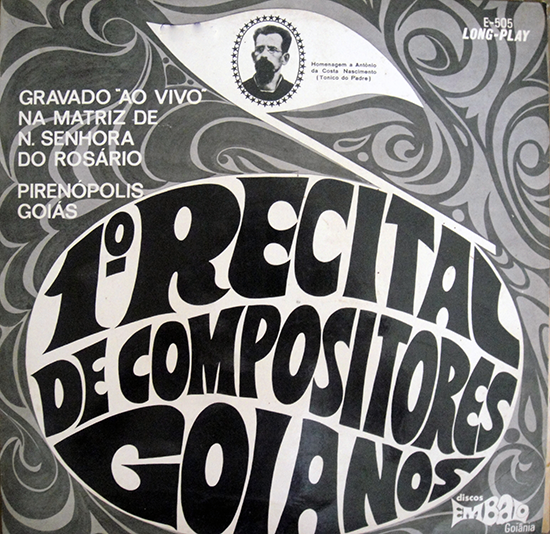
Capa do LP 1º Recital de Compositores Goianos

Como pintor, Tonico do Padre trabalhou no forro da capela-mor da Matriz de Pirenópolis entre 1863 e 1864, junto com Inácio Pereira Leal. A obra rococó retratava a padroeira Nossa Senhora do Rosário rodeada de anjos, com o Menino Jesus em seus braços e uma representação do paraíso ao fundo (Unes, 2018). Infelizmente, essa pintura foi destruída no incêndio que devastou o templo em 2002.
Na música, Tonico do Padre se destacou como clarinetista, flautista, saxofonista, compositor e regente. Ele criou um método famoso para flauta e compôs diversas peças, incluindo o "Concerto dos Sapos", uma suíte que recria a aproximação da chuva. A obra, composta em 1888, foi inicialmente ridicularizada pelos músicos de Tonico e só foi reinterpretada mais de oitenta anos depois pela Banda Phoenix.

## legado
Tonico do Padre produziu uma obra musical vasta e diversificada. Suas composições abrangem peças sacras e profanas, incluindo missas, hinos, quadrilhas, polcas, valsas e marchas. A sua capacidade de criar música para diferentes formações e instrumentos demonstra uma habilidade técnica e criatividade notáveis. Uma de suas obras notáveis é o Concerto dos Sapos, uma peça que reflete a inovação musical e a antecipação de estilos como a música incidental, originária do sertão.
É de sua autoria a peça mais antiga para teclado escrita no Brasil Central, identificada até o momento, datada de 1889.
Teve uma atuação significativa na música sacra. Ele foi responsável pela música instrumental e vocal na Igreja Matriz de Pirenópolis e dirigiu a Banda Euterpe, que tocava em eventos da Irmandade do Santíssimo Sacramento. Essa contribuição é um aspecto importante de seu legado, já que ele moldou a prática musical religiosa local.
Apesar de seu impacto na música local, a inclusão de Tonico do Padre no cânone musical mais amplo tem sido limitada. A historiografia oficial, especialmente fora do contexto regional, frequentemente negligenciou sua contribuição. No entanto, seu reconhecimento regional é significativo, e seu trabalho continua a ser estudado e valorizado através de execução da sua obra pela Banda Phoenix, criada em 1893 por Joaquim Propício de Pina, pupilo de Tonico do Padre.
O legado sacro de Tonico do Padre continua a ser preservado e celebrado através do Coro e Orquestra do Rosário de Pirenópolis, que mantém viva a tradição musical que ele ajudou a estabelecer. Este grupo, com mais de um século de história, não só preserva o repertório sacro de Tonico como também contribui para a valorização e continuidade da música religiosa em Pirenópolis anteriores a ele.
O Coro e Orquestra do Rosário representa uma ligação direta com o passado musical de Tonico do Padre, assegurando que sua influência continue a ser sentida e apreciada. A presença de suas obras no repertório deste grupo ilustra a durabilidade e a importância de sua contribuição para a cultura musical regional, sobretudo na Semana Santa, no rito do Lava-pés com a antífona Domine Tu Mihi, nos festejos do Rosário a padroeira com o Salutaris e na Festa do Divino de Pirenópolis, com o Hino do Divino, descrito da certidão de registro da Festa como patrimônio cultural imaterial pelo IPHAN. Assim, o trabalho de Tonico do Padre não apenas se perpetua, mas também é reavaliado e celebrado como parte vital do patrimônio cultural de Goiás.
O valioso arquivo musical de Antônio da Costa Nascimento, o Tonico do Padre, encontra-se preservado no Casarão da Banda Phoenix em Pirenópolis. Este acervo, que inclui partituras originais da sua vasta produção musical, é um testemunho da rica herança cultural deixada por este notável compositor. O Casarão da Banda Phoenix não apenas guarda essas preciosidades, bem como de demais originais de compositores locais, e também desempenha um papel crucial na conservação e promoção da história musical regional, garantindo que o legado de Tonico do Padre continue a ser estudado, apreciado e reinserido no contexto local, permanecendo vivo para as futuras gerações.

## Obras

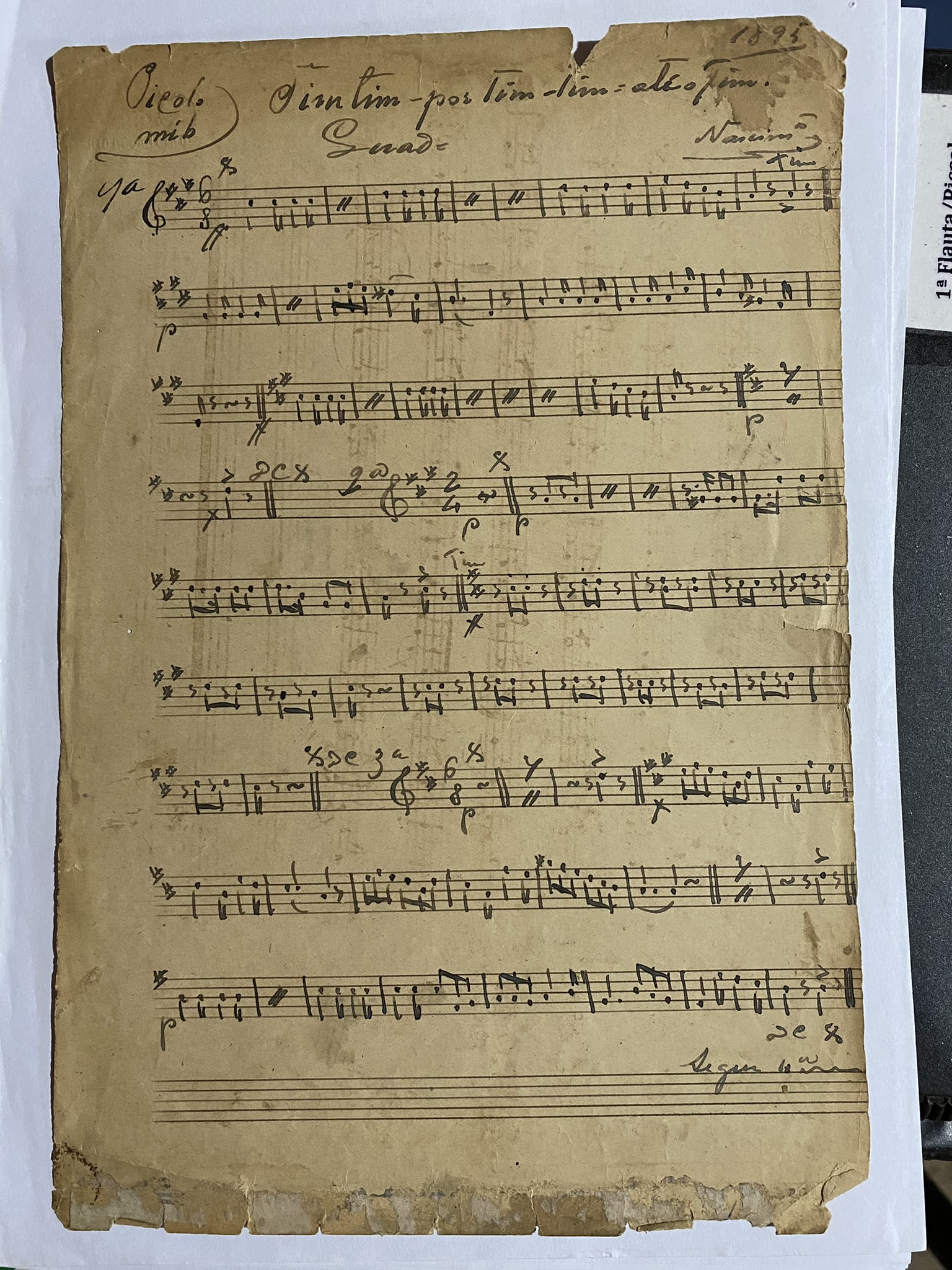
Quadrilha Tim tim por tim tim, por Tonico do Padre em 1895 - Arquivo Banda Phoenix

O maestro Braz Wilson Pompeu de Pina Filho dedicou grande parte de sua vida a estudar e catalogar a vasta obra de Tonico do Padre, compilando um extenso acervo que inclui hinos, missas, novenas, ladainhas, marchas, quadrilhas e outras composições. Já as obras para teclado foram catalogadas por Wolney Unes, já na década de 2010 e publicadas em 2018, com transcrição para notação atual. Entre as obras catalogadas estão:
HINOS
- Hino do Divino 1899
- Hino Estadual Goiano 1890
- Motetos das Dores 1901
- Hino do Sagrado Coração de Jesus
- Hino ao Menino Deus 1900
- Hino 12 de Maio 1899
- Litania 3º a N. S. do Rosário 1899
- Novo Padre Nosso 1901
- Novo Te Deum Laudamus 1873
- Subtuum 1892
- Subtuum 1899
- O Salutaris Hostia 1892

MISSAS
- Missa de 30$000 1877
- Missa de N. S. da Abadia 1888

NOVENAS, LADAINHAS
- Ladainha Irlandesa 1892
- Novena do Boa Morte 1876
- Ladainha Nascimento 1885
- Ladainha ao Sagrado Coração de Jesus 1902
- Jaculatória à N. S. do Rosário 1899
- Novena de N. S. da Abadia 1888

MARCHAS FÚNEBRES
- Passos em Pirenópolis 1894
- O Grande Rabino 1894

MARCHAS
- Tome Rícino 1889
- Crowatt 1887
- O Cabeleira Pernambucano 1888
- 3 de Outubro 1897
- Santo Antônio da Mato Grosso 1898

QUADRILHAS
- 16 de Junho 1900
- 18 de setembro 1896
- Carmélia 1895
- Pequi 1887
- Virgínia 1890
- Comissão do Planalto 1892
- Zulmira 1892
- Viegas Escafedeu-se 1887
- Harmonias do Coração 1892
- Jacy 1893
- Tim Tim por Tim Tim 1893
- Sempre Chorando 1896
- Deodato 1897

VALSAS, TANGOS, HABANANEIRAS, SCHOTTISCH, POLKAS
- Mariquita – Grande Valsa 1891
- Quem Mandou Sapateiro Tocar Rabecão 1892
- Virgínia 1896
- Os Teus Anos 1886
- O Gemido da Rola 1894
- Cacete 1884
- Le Oiseau 1884
- Sertaneja 1884
- Recordações de um Amigo 1884
- Saudades da Vidinha 1884
- Dalila 1884
- Mariposa 1897
- A Sinhá 1889
- D. Emma Carlson Cuiabá 1892
- Rosita de la Plata e Outras 1890

TANGOS
- Oh Ma Estrela 1877
- Os Teus Anos 1880

HABANEIRAS
- Pirenópolis 1892
- A Hesperidiana 1877
- Santa Cruz 1976
- Tentação 1877
- A Hesperidiana nº 2 1877
- A decisão do Governo 1891
- Dá cá o Pé, Papagaio 1877

SCHOTTISCH
- Si Si 1902
- Uma nova Abaixo de Dó 1902
- Sempre Alegre 1896

GALOPE
- Jacy 1899

PALKAS
- Alberto Augusto 1889
- Arlinda 1889

CANÇONETA
- Cantata para Festim 1878

FANTASIAS
- Noite de Inverno
- Amor de Pai

SUITE
- Concerto dos Sapos 1888

TEATRO
Música para as peças:
- Gonzaga 1889
- Cancros Sociais 1893
- Três Noivos Distintos e um só Verdadeiro 1881
- Cançoneta de Telúrio do Fantasma Branco 1885

A vida e a obra de Antônio da Costa Nascimento são um testemunho do rico patrimônio cultural de Goiás e da dedicação de indivíduos que contribuíram para a música e as artes na região.